# Silo de Córdoba
El silo de Córdoba es un antiguo silo de grano situado en el municipio español de Córdoba, en la provincia homónima. Está ubicado en el barrio de Noreña, razón por la cual también se le conoce como el «silo de Noreña». Las instalaciones estuvieron en servicio durante cerca de medio siglo, llegando a constituir una de las principales unidades con que contaba la Red Nacional de Silos y Graneros. En la actualidad su recinto es empleado como almacén del Museo Arqueológico de Córdoba.
En 2015 fue declarado Bien de Interés Cultural en la categoría de Monumento.

## Historia
La construcción del silo de Córdoba no fue en absoluto un hecho aislado, sino que respondía a una premeditada organización para el almacenamiento de cereal. Así pues, esta medida fue concebida el 23 de agosto de 1937 por Decreto Fundacional, dado en Burgos, con la creación del Servicio Nacional del Trigo, instrumento imprescindible para regular la distribución de un producto de primera necesidad tan preciado para la fabricación del pan, muy escaso durante la guerra civil y el período de posguerra.
Diseñado por el ingeniero agrónomo Carlos Ynzenga Caramanzana, quien también impulsó la creación de la Red Nacional de Silos y diseñó el silo de Málaga, y el arquitecto Ignacio Fiter Clavé, su construcción comenzó en el año 1943 como medida contra la hambruna consecuencia de la Guerra Civil. Se inauguró el 6 de junio de 1951 por el dictador Francisco Franco, siendo el primero de la Red Nacional de Silos en ser inaugurado oficialmente. En funcionamiento durante medio siglo, de los cuales los últimos ya lo hacía a menor rendimiento; llegó a acoger hasta 4.000 trabajadores. Tras caer en desuso, la actividad agraria se concentró en los silos de Valchillón, Santa Cruz y El Carpio.
El Fondo Español de Garantía Agraria (FEGA) cedió el uso del silo a la Junta de Andalucía en 1996, siendo actualmente utilizado principalmente como almacén del Museo Arqueológico y Etnológico de la ciudad.

## Características
Sus dimensiones son de 48 metros de alto, 57 de largo y 25 de ancho, convirtiéndolo en el edificio más alto de la ciudad tras el campanario de la Mezquita-catedral. Su estilo arquitectónico es una fusión entre la arquitectura neomudéjar y la racionalista. El silo tenía una capacidad de almacenamiento para 19.000 toneladas y contaba con modernas instalaciones de limpieza, selección y desinfección de la semilla, así como de equipos para el desgranado y desecación del maíz. Estaba enlazado con la red ferroviaria a través de un ramal particular.